# Броккостелла
Броккостелла (итал. Broccostella) — коммуна в Италии, располагается в регионе Лацио, подчиняется административному центру Фрозиноне.
Население составляет 2646 человек, плотность населения составляет 241 чел./км². Занимает площадь 11 км². Почтовый индекс — 03030. Телефонный код — 0776.
Покровителем коммуны почитается Архангел Михаил. Праздник ежегодно празднуется 8 мая.